# Diagnóstico de enfermagem
O Diagnóstico de Enfermagem (DE) é o processo de interpretação e de agrupamento dos dados coletados na primeira etapa do Processo de Enfermagem (PE) baseados na NANDA International. É a segunda etapa do Processo de Enfermagem e que possibilita ao enfermeiro reunir informações necessárias para implementar ações de enfermagem, dando origem à terceira etapa do Processo de Enfermagem.
A função do diagnóstico de enfermagem é facilitar o cuidado da enfermagem. São análises feitas a partir do estado de saúde dos clientes envolvidos, sendo que o enfermeiro cria sua opinião e assim contribui para evolução do mesmo. É desvinculado do diagnóstico médico, todavia este pode auxiliar no estabelecimento de um diagnóstico de enfermagem, ou não ter correlação.
Existem diversas organizações que regulam e definem diagnósticos de enfermagem no mundo. Na América do Norte, o principal delas é a Associação Norte-Americana dos Diagnósticos de Enfermagem (NANDA). Outras organizações incluem a Associação para Diagnósticos, Intervenções e Resultados da Enfermagem Europeia Comum (ACENDIO) na Europa, a Associação Francófona Europeia de Diagnósticos, Intervenções e Resultados de Enfermagem (AFEDI) de língua francesa e a Associação Espanhola de Nomenclatura e Taxonomia e Diagnósticos de Enfermagem (AENTDE) em língua castelhana.
O objetivo deste tipo de diagnóstico é padronizar a terminologia utilizada por enfermeiros, tais como descrições de doenças, intervenções e resultados. Proponentes do uso de Diagnósticos de Enfermagem argumentam que o uso destes diagnósticos tornam o processo de cuidado mais científico e baseado em evidência.
Críticas ao uso de diagnósticos de enfermagem incluem o argumento que tais diagnósticos não ajudam enfermeiros a planejar o cuidado dos clientes envolvidos, não ajuda a diferenciar a enfermagem da medicina, ignoram indivíduos (e diferenças tais como cultura, etc) em geral através da padronização de termos utilizados, e que é potencialmente inético.